# Guglielmo Ulrich
Guglielmo Ulrich (Milano, 23 aprile 1904 – Milano, 22 gennaio 1977) è stato un architetto e designer italiano.

## Biografia

### Formazione
Guglielmo Ulrich nasce a Milano nel 1904 da Albert Ulrich (da famiglia di discendenza danese) e Luisa Battaglia. Nel 1924 si iscrive alla Scuola Speciale di Architettura all'Accademia di Brera e dopo un biennio si laurea in Architettura nella neonata facoltà del Politecnico di Milano. Allievo di Gaetano Moretti e di Piero Portaluppi acquisisce lì la pratica della cura del dettaglio, il gusto per il frammento, la decontestualizzazione e l'approccio distaccato e ironico.
Per Milano gli anni venti sono di gran fermento e dibattito architettonico, con il Ritorno all'Ordine e al Neoclassico promosso da Muzio nel 1921 sulle pagine di Emporium e messo in opera nelle opere di Ulrich stesso e dei suoi contemporanei: Alpago Novello, Ottavio Cabiati, Gio Ponti, Emilio Lancia, Mino Fiocchi, Giuseppe De Finetti, Pietro Zanini, Minoli, Tomaso Buzzi.
Sono gli anni dell'elaborazione del gusto raffinato ed elegante milanese, che va di pari passo all'affermazione della classe borghese. Gli architetti sono coinvolti strettamente in questa operazione di costruzione di un'immagine milanese, occupandosi tanto degli edifici quanto dei loro interni e arredamento. La diffusione di questo nuovo linguaggio era affidata alle Triennali e alle riviste di architettura e arredamento milanesi Domus, Casabella, Architettura e arti decorative, Dedalo, Quadrante, e la bergamasca Emporium.

### Anni trenta e quaranta
Con la collaborazione di Scaglia e Wild, nel 1930 Guglielmo Ulrich fonda la società Ar.Ca (Arredamento Casa), per la quale si occuperà della progettazione di arredi. I suoi mobili sono caratterizzati da una grande attenzione alla cura del dettaglio costruttivo e materico, mentre la produzione è sempre di alto artigianato. Particolare è l'uso di materiali esotici d'importazione come pelli, pergamene, legni pregiati. Ulrich disegna, fa produrre e vende i suoi mobili.
Nei primi passi della produzione industriale italiana, Ulrich sceglie di realizzare i mobili e oggetti in pezzi unici per una committenza di élite: l'esecuzione artigiana di alta qualità si fa garante della tradizione, mentre il disegno è moderno ed eclettico. Tutto ciò perfettamente in linea con i gusti dell'alta borghesia milanese, che cerca una risposta moderna alle sue esigenze di rappresentanza.
In questi anni Ulrich diventa quindi l'architetto di fiducia dell'alta e media borghesia milanese: tra i suoi clienti annoverava nomi come Mondadori, Agnelli, Visconti, Gavazzi, Dubini. Le famiglie facoltose lo sceglievano sia per un'affinità di gusti sia per conoscenza personale: Ulrich e sua moglie Maria Luisa Nappi (sposata nel 1936, con la quale avrà due figli) erano invitati di sovente nei salotti più frequentati.

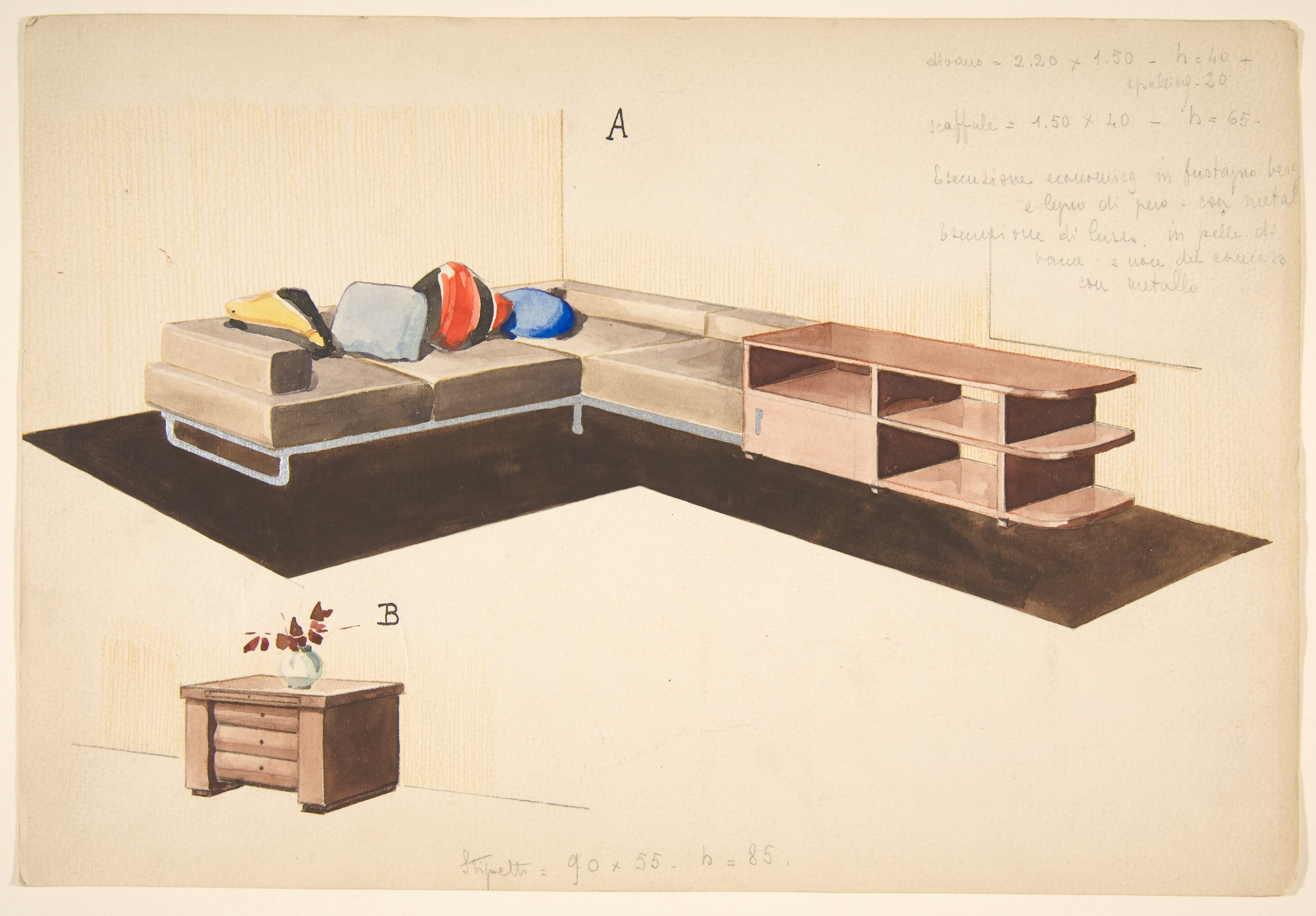
Divano, seoffale, e stipetto -Perspective of L-Shape Sofa and Storage Unit- MET DP812160

Per questi clienti Ulrich disegna e produce oggetti di arredamento per ville, appartamenti e negozi.  Questi oggetti di arredamento si rifanno inizialmente alle linee della corrente Novecento, con linee forti e grevi, seguendo l'esempio di Ponti e Buzzi. In seguito, con il perfezionarsi di uno stile personale, Ulrich sviluppa linee sempre più slanciate e sinuose di influsso francese, elaborando un linguaggio elegante e raffinato, complice anche la preziosità dei materiali, in prevalenza esotici.
Fin dal 1932 Ulrich partecipa alle Triennali, divenendo una figura riservata ma importante nel panorama dell'arredamento milanese. La sua notorietà è ulteriormente accresciuta dalle numerose recensioni pubblicate sulla rivista Domus, che insieme al negozio di Attilio Scaglia, è il suo principale mezzo di promozione del suo lavoro per tutto il decennio.
Negli anni quaranta ormai Ulrich è un affermato professionista, noto sia in Italia sia all'estero e si interessa sempre di più alla progettazione di interi ambienti. I suoi pezzi quindi acquistano un ulteriore carattere di unicità: oltre a essere pezzi singoli sono pensati e prodotti per essere parte di un unico insieme studiato minuziosamente in ogni sua parte.
Ulrich comincia a lavorare anche per grandi società come Braibanti, Galtrucco, Ceramiche di Laveno e Siae (per cui cura anche il progetto architettonico e l'intero arredo di tutte le sedi in Italia), e per ognuna realizza arredamenti unici. Dal settembre 1942 al settembre 1943 Ulrich assume per un anno la direzione della rivista “Domus” accanto a Melchiorre Bega e in sostituzione di Giuseppe Pagano
Durante il periodo bellico la sua attività di progettazione e produzione prosegue, nonostante i danni del suo studio in via Montenapoleone, colpito dalla distruzione dei bombardamenti.

### Dopoguerra
Nel dopoguerra Ulrich è impegnato nella formazione di una identità culturale e una autonomia estetica dell'Italia del dopoguerra e partecipa attivamente al dibattito, pur rimanendo fedele alla sua personale linea di pensiero e di pratica progettuale e alla sua figura, sempre riservata e di poche parole. Partecipa all'organizzazione della mostra “Lo stile nell'arredamento moderno” organizzata e allestita da Fede Cheti nel 1947 e ne cura la pubblicazione del libro derivante dal catalogo edito da Gorlich, che rappresenta una delle tante pietre poste sapientemente da questi protagonisti nella costruzione dell'identità del design italiano e del suo riconoscimento internazionale.
Partecipa poi alla IX e X Triennale e alla mostra “Colori e forme nella casa di oggi” allestita a Como in polemica contro la XI Triennale, giudicata limitata e lottizzata. Nel 1947 Ulrich assume la direzione artistica del negozio di arredamento Singleton a Milano. Singleton e La Ruota di Como, negozio aperto da Luisa Parisi nel 1948, furono i primi due centri di esposizione e vendita di mobili e oggetti del moderno stile italiano.
Nella pratica progettuale Ulrich cerca di far convivere il mondo dell'artigianato e il suo bagaglio di tradizioni con le nuove possibilità tecniche offerte dalla produzione e dalla ricerca industriale. In questi anni partecipa con Pulitzer Finali all'arredamento dei prestigiosi transatlantici italiani “Cristoforo Colombo”, “Leonardo Da Vinci” e “Raffaello”, varati sulla fine degli anni cinquanta.
Negli anni sessanta Ulrich comincia ad aprirsi alla produzione industriale. Nel 1961 progetta una sedia in legno per il concorso bandito dall'Ente autonomo fiera campionaria di Trieste, vincendo il primo premio grazie alla messa a punto di un giunto a forcella molto resistente ed elastico. La sedia verrà poi acquisita e prodotta dalla ditta Saffa, che ne esalterà la praticità, la comodità e la leggerezza, commercializzandola come “sedia per la comunità”.
Essendo cambiati i costumi e venendo sempre meno la richiesta di un arredamento su misura e unico, Ulrich si approccia al mondo della produzione seriale concentrandosi sulla razionalizzazione del processo costruttivo. Negli ultimi anni della sua carriera Ulrich si dedica alla progettazioni di spazi per alberghi, ospizi e asili, lasciando la ricerca estetica dei materiali, concentrandosi sulla prestazione funzionale e sull'esecuzione tecnica per ottenere la massima qualificazione ambientale , mentre le sue realizzazione passate cominciano a entrare come protagoniste nel mondo dell'antiquariato, che è il primo a riscoprire la figura di Ulrich, dimenticata dal grande pubblico dopo la morte avvenuta nel 1977 a Milano.

## Produzione

### Arredamento

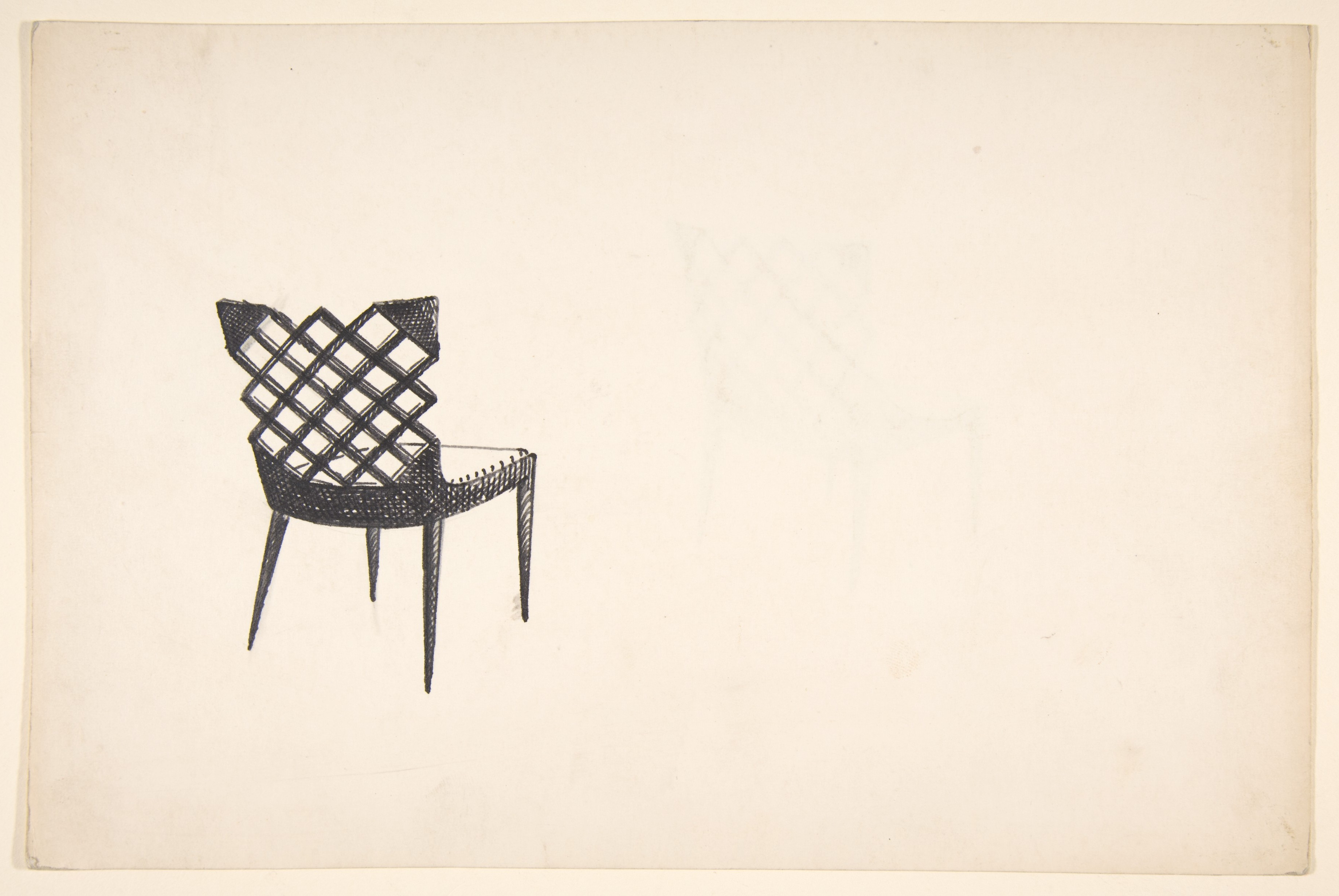
Side Chair with Lattice-Style Back (Perspective) MET DP812173

La produzione di Ulrich si caratterizza per la grande prolificità nel produrre una grandissima quantità di mobili e complementi d'arredo unici. Ogni pezzo viene espressamente pensato per essere unico e prodotto in maniera molto accurata, spesso impreziosito di materiali preziosi come galuchat, pelli e legni pregiati d'importazione. L'unicità del singolo oggetto è esaltata dal fatto di essere inserito in un ambiente tutto accuratamente progettato da Ulrich stesso, con più arredi unici pensati per risuonare tra di loro. Per ogni interno Ulrich disegnava sia gli arredi principale sia tutti i complementi, propugnando una idea di abitare concepita come opera d'arte totale, mutuata dalla idee della Secessione Viennese, in una ideale commistione tra architettura e interni. La sua vastissima produzione comprende dunque divani, letti, poltrone, mobili bar, armadi, tavolini, scrivanie, toilette, sedie, tavoli, cornici, orologi, lampade, elementi da tavola, portaombrelli, portariviste, camini, attrezzi da camino, tessuti, vasi, specchi, fioriere, candelieri, consolle. La sua produzione è pensata per un pubblico specifico, quello elitario della alta borghesia milanese, di cui Ulrich seguiva le "mode", senza però aderirvi mai completamente, prediligendo alla totale invenzione e rinnovamento delle tipologie un “rinnovamento moderato”, adottando un approccio eclettico e fornendo di ogni tendenza la sua personale interpretazione.
Ogni oggetto è dunque caratterizzato da un'altissima cura nel disegno delle forme, nelle tipologie costruttive e nei materiali utilizzati, che si combinano così in oggetti sempre definiti come “eleganti” e “raffinati”. Di particolare rilievo e interesse sono le numerose sedie realizzate da Ulrich, che riescono a coniugare sia classicità sia leggerezza attraverso l'uso di forme curvate e sinuose. Il variare delle sezioni riesce inoltre a donare leggerezza ed eleganza.

### Architettura

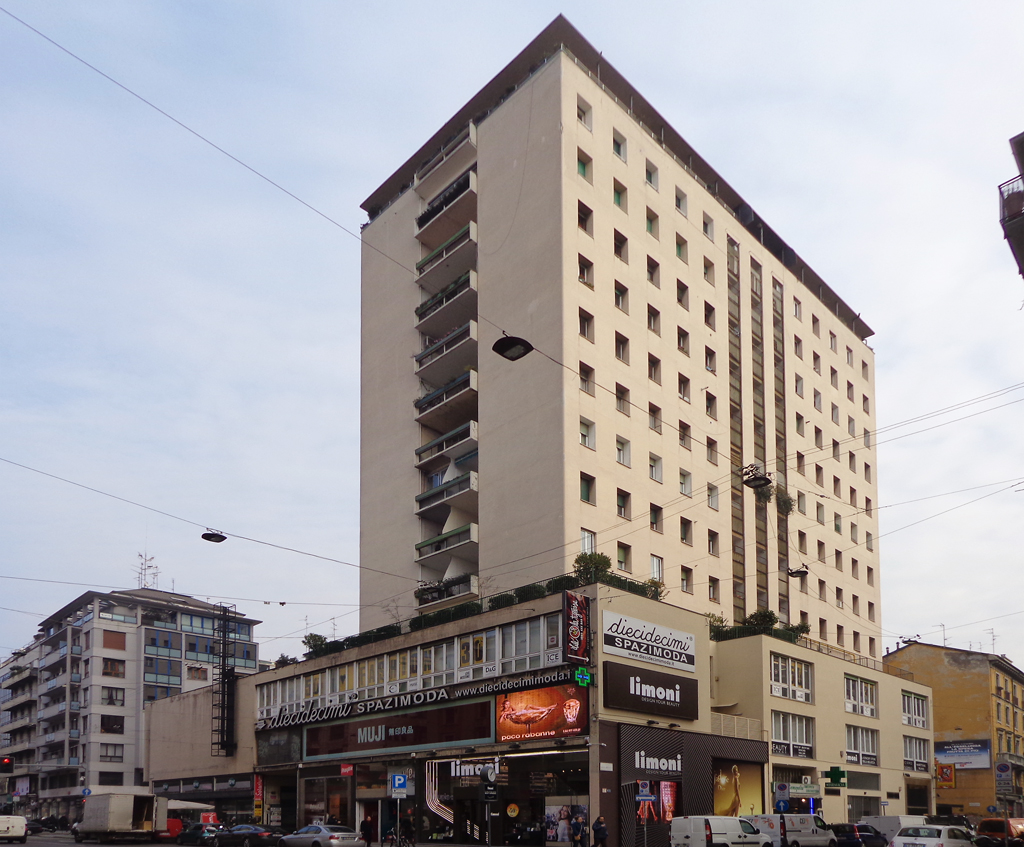
Milano - palazzo Argentina - vista da sud-ovest

Per quanto riguarda l'architettura Ulrich partecipa al rinnovamento di Milano a partire dagli anni venti fino a quello su più ampia scala realizzato nel secondo dopoguerra. I suoi edifici si caratterizzano per sobrietà ed eleganza, tratti distintivi anche dei suoi arredi, aderendo al sostrato culturale e di immagine della Milano del Novecento e del Ritorno all'Ordine.
Partecipa al concorso per il Palazzo degli Uffici all'E42, disegnando anche gli arredi, e con Ponti, Angeli, De Carli, Olivieri al concorso per il ministero degli Affari esteri a Roma, valutato tra i primi tre migliori. Sulla carta rimane anche il piano regolatore di Addis Abeba e la progettazione di edifici pubblici e commerciali, non realizzati a causa degli sviluppi bellici.
Nel dopoguerra progetta per il Comitato Nazionale ricerche nucleari un primo centro atomico sperimentale Vitro-Ispra I, da realizzarsi del comune di Ispra, vicino a Varese. Nel 1948 Ulrich realizza a Venezia la sede per della SIAE, insieme a tutti gli arredi; negli stessi anni partecipa con P. Bottoni alla realizzazione del Palazzo Argentina su Corso Buenos Aires a Milano. Negli anni settanta si dedica diversi edifici residenziali e commerciali, tra cui un complesso immobiliare residenziale in via Ugo Bassi a Milano.

## Principali realizzazioni

### Interni e arredamento
- 1930-1939: mobili prodotti per l'Arca

- 1931: negozio di arredamento Scaglia, Milano

- 1933: V Triennale di Milano

- 1934: Negozio Galtrucco, Milano

- 1934: Casa Agnelli, Forte dei Marmi

- 1934-1935: Casa del Fascio, Sovico (Milano), oggi Bilblioteca - Centro civico

- 1933VI Triennale di Milano

- 1940: VII Triennale di Milano: camera d'albergo

- 1943-1953: Casa Hubner

- 1944: Villa Crespi, Busto Arsizio

- 1944: Farmacia Zambelletti, Milano

- 1944: Casa Giulini, Milano, e villa a Forte dei Marmi

- 1944: Casa Bareggi, Milano

- 1945: Fioraio Redaelli, Milano

- 1948: Negozio di arredamento Singleton, Milano

- 1948: Negozio di Ceramiche Laveno, Milano

- 1950-1961: Agenzia SIAE, Milano

- 1951: Uffici per la società Gran Turismo, Milano

- 1952: Palazzo Fenwich, Milano

- 1952: Sede della direzione generale della SIAE, Roma

- 1953: Appartamento Morandi, Milano

- 1954: Villa Braibanti, Madonna di Campiglio

- 1954-1959: ristrutturazione palazzo Tarsis, via San Paolo, Milano

- 1955-1972: casa di riposo per anziani, Robbio Lomellina

- 1957: negozio di abbigliamento Pica, Milano

- 1958: arredi per la nave "Leonardo da Vinci"

- 1958-1960: appartamento Recordati, Milano

- 1959-1960: Agenzia della Siae, San Remo

- 1959-1964: Hotel Jolanda, Bordighera

- 1961: arredi per la nave "Raffaello"

- 1961: primo premio al Concorso Nazionale del mobile, Fiera di Trieste

- 1961: sede della Siae, Roma

- 1961: appartamento Pica, Milano

- 1962: Casa Pastori, Milano

- 1962: Appartamento Lovati, Milano

- 1962-1963: Casa Arese Lucini, Milano

- 1963: Casa Guazzoni, Milano

- 1964: Appartamento Moretti, Milano

- 1964: Villa Ciaccia, Punta Ala

- 1969: Villa Cagli, Forte dei Marmi

- 1970: Casa Levi Broglio, Milano

- 1975: Casa Borletti, Milano